# Standaardstations van de Noordoosterlocaalspoorweg-Maatschappij
De Noordoosterlocaalspoorweg-Maatschappij (NOLS) legde tussen 1901 en 1910 een spoorlijn aan van Zwolle via Mariënberg, Coevorden, Gasselternijveen, Stadskanaal en Zuidbroek naar Delfzijl, met een zijtak Almelo – Mariënberg, een zijtak Coevorden – Laarwald (Duitsland, aansluitend op lijn naar Bentheim) en een zijtak Assen – Gasselternijveen.
Er werden 33 stations gebouwd volgens drie standaardtypen. Zij zijn ontworpen in late jugendstil door de architect Eduard Cuypers, een neef van Pierre Cuypers. Van de drie verschillende types zijn diverse lokale varianten gebouwd. De eerste drie stations, Dalfsen, Vilsteren en Ommen hebben meer verfraaiingen dan de soberder uitgevoerde stations die daarna zijn gebouwd.. Binnen een type vertonen de stations ook variaties in grootte en details zoals het wel of niet met hout betimmeren van de topgevel. Hierdoor kan een tweede klasse station als Ommen iets groter zijn dan het eerste klasse station van Veendam. In de loop der jaren zijn er nog diverse wijzigingen en verbouwingen uitgevoerd, zodat uiteindelijk elk station uniek was. Van de in totaal 33 stations zijn er nog elf aanwezig:
- Type eerste klasse, hiervan zijn er twee gebouwd, één is nog aanwezig: Veendam (1909).
- Type tweede klasse, hiervan zijn er twaalf gebouwd, vier zijn er nog aanwezig: Dalfsen (1902), Mariënberg (1903), Ommen (1903) en Hardenberg (1905).
- Type derde klasse, hiervan zijn er acht gebouwd, drie zijn er nog aanwezig: Gramsbergen (1903), Rolde (1903) en Vroomshoop (1905).
- Type halte, hiervan zijn er elf gebouwd, drie zijn er nog aanwezig: Exloo (1904), Valthe (1904) en Weerdinge (1904).

## Stations langs deNoordoosterlocaalspoorweg-Maatschappij(NOLS)
De stations tussen haakjes waren bestaande en geen door de NOLS gebouwde stations.
- (Zwolle)
- Herfte-Veldhoek (halte, 1902 - afwijkend gebouw)
- Dalfsen (tweede klasse, 1902)
- Vilsteren (halte, 1902)
- Ommen (tweede klasse, 1902)
- Junne (halte, 1903)
- Mariënberg (tweede klasse, 1903)
- Bergentheim (halte, 1903)
- Hardenberg (tweede klasse, 1903)
- Gramsbergen (derde klasse, 1903)
- Coevorden (eerste klasse, 1903)
- Dalen (derde klasse, 1904)
- Dalerveen (halte, 1904)
- Nieuw Amsterdam (tweede klasse, 1904)

- Zuidbarge (halte, 1904)
- Emmen (tweede klasse, 1903)
- Weerdinge (halte, 1904)
- Valthe (halte, 1904)
- Exloo (halte, 1904)
- Buinen (derde klasse, 1904)
- Drouwen (halte, 1904)
- Gasselternijveen (tweede klasse, 1903)
- Stadskanaal (tweede klasse, 1903)
- Boerveensche Mond (halte, 1909)
- Bareveld (halte, 1909)
- Wildervank (tweede klasse, 1909)
- Veendam (eerste klasse, 1909)
- Muntendam (derde klasse, 1909)

- (Zuidbroek)
- Noordbroek (tweede klasse, 1907)
- Nieuwolda (tweede klasse, 1907)
- Weiwerd (derde klasse, 1907)
- (Delfzijl)
- Vroomshoop (derde klasse, 1905)
- Vriezenveen (tweede klasse, 1905)
- (Almelo)
- Gasselte (halte, 1904)
- Gieten (derde klasse, 1903)
- Rolde (derde klasse, 1903)
- (Assen)

## Galerij

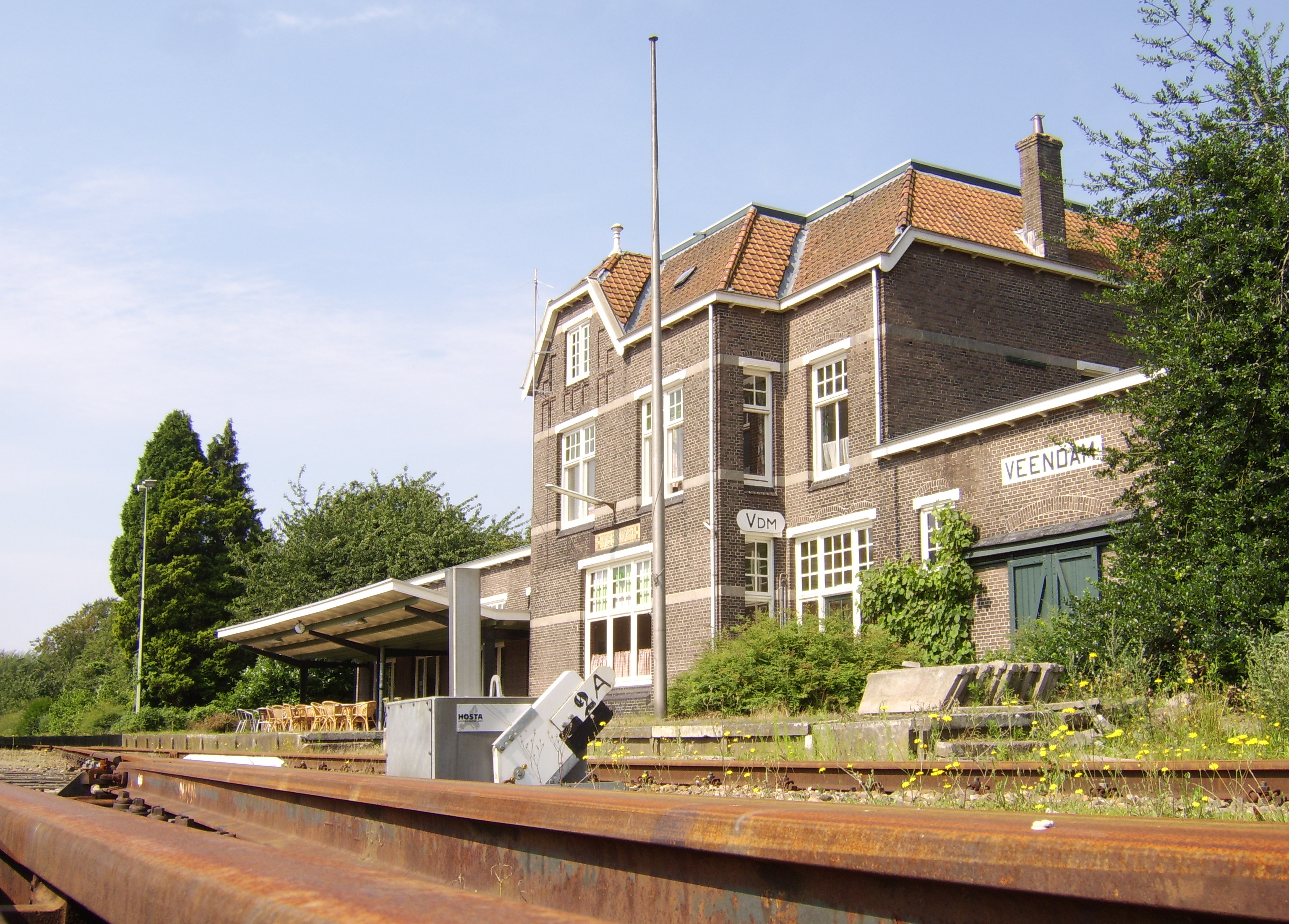
Station Veendam, type eerste klasse
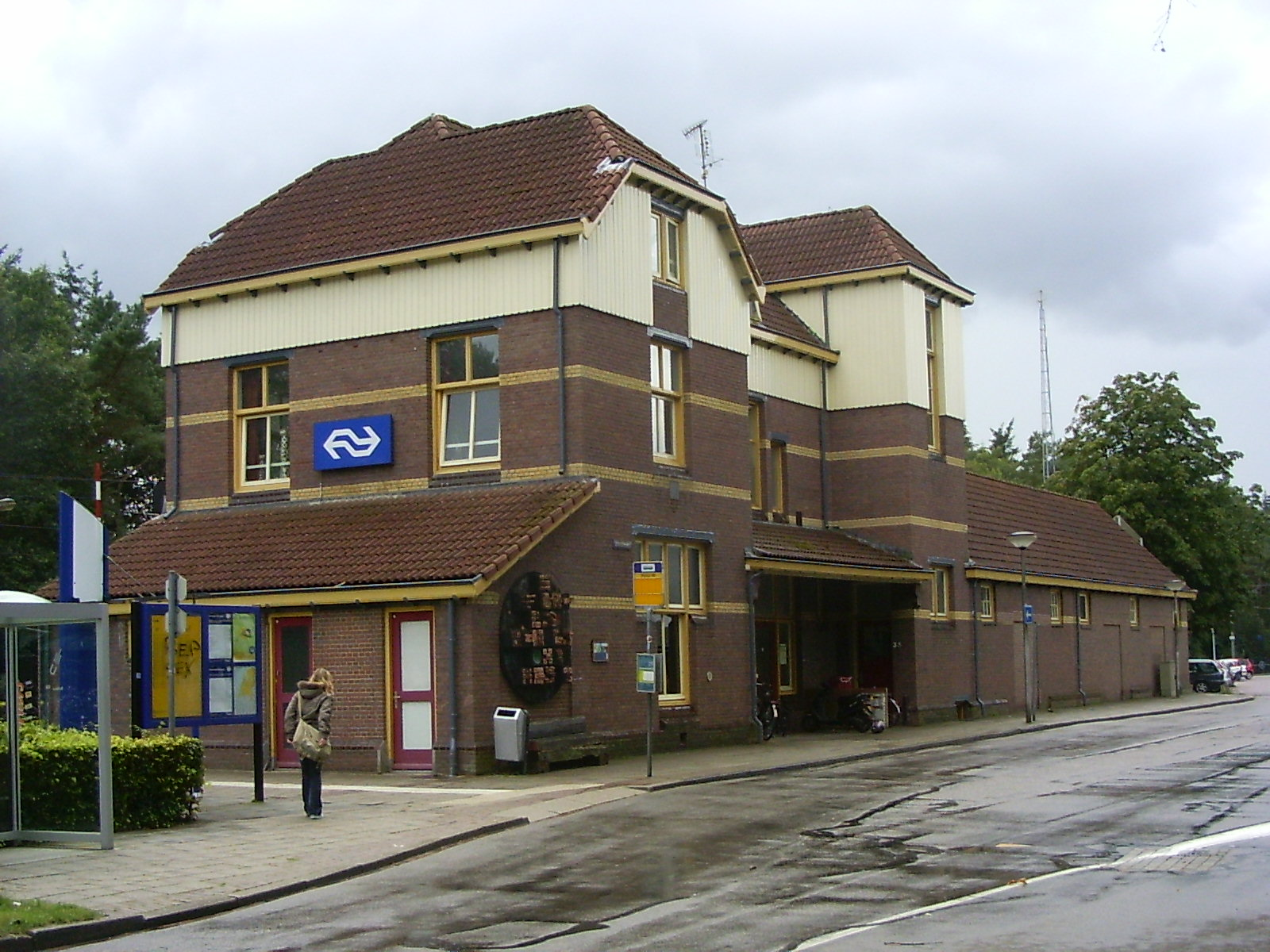
Station Ommen, type tweede klasse (vergrote versie)
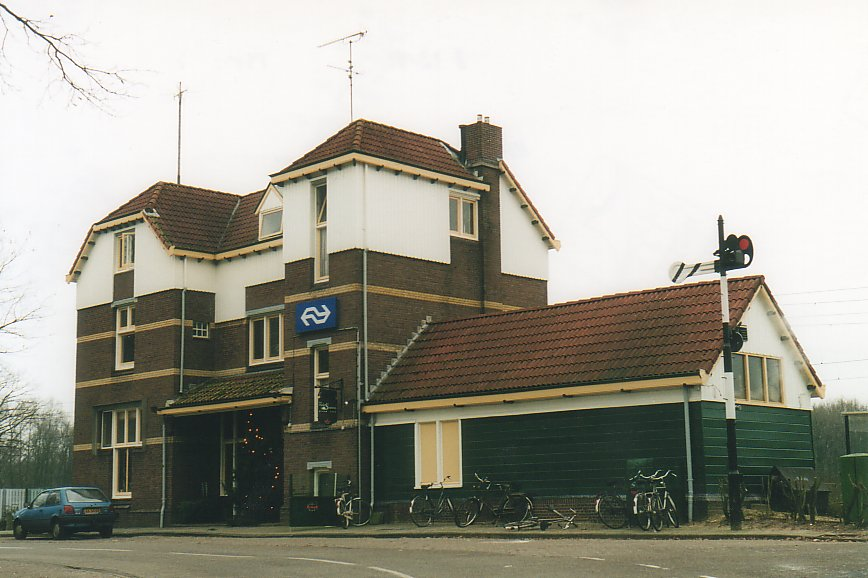
Station Dalfsen, type tweede klasse ("luxe" uitvoering)
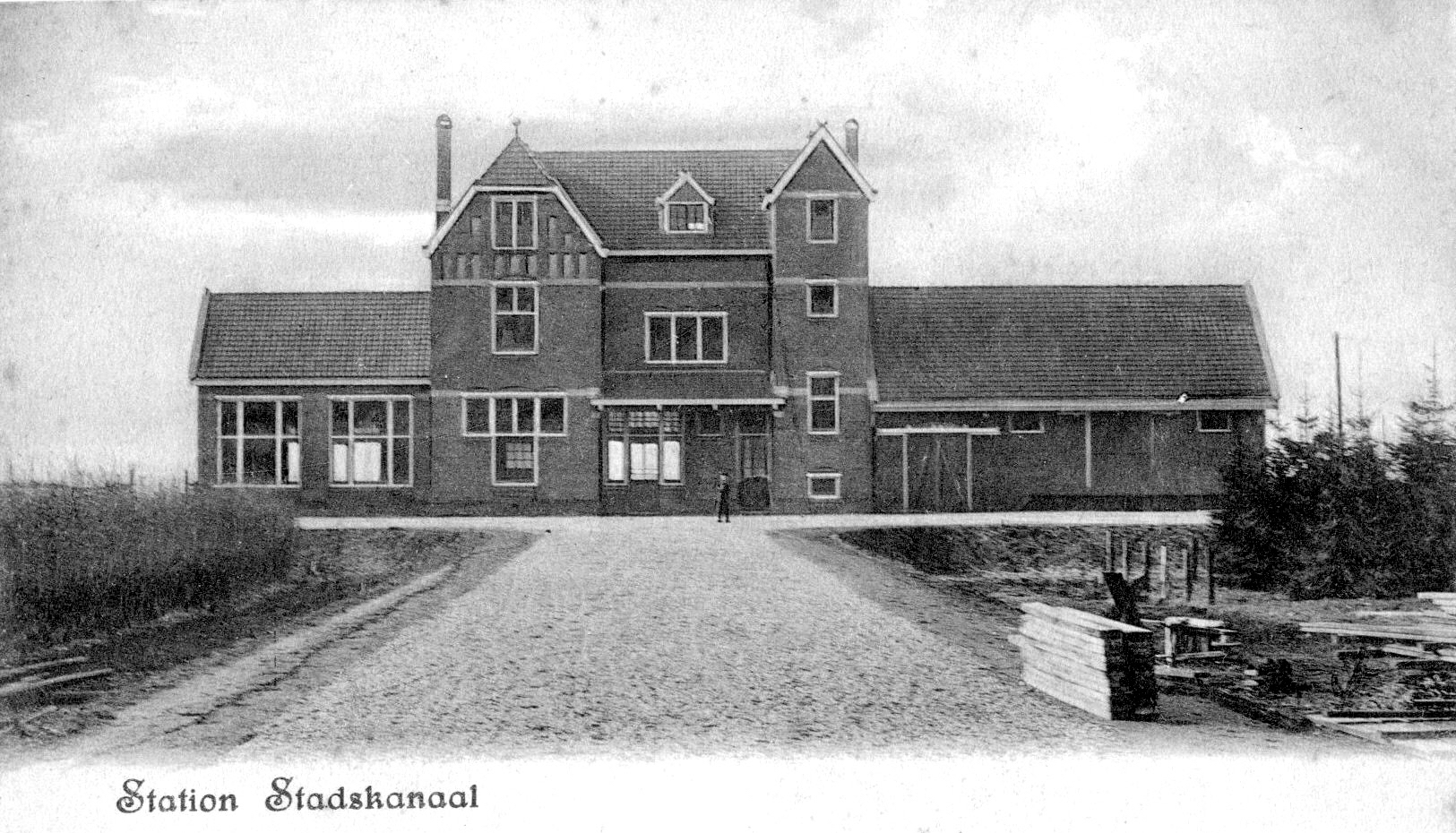
Station Stadskanaal, type tweede klasse (versoberde uitvoering)
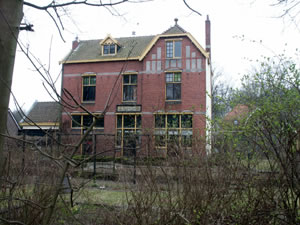
Station Rolde, type derde klasse
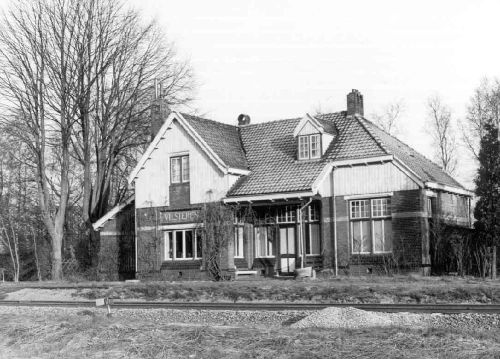
Station Vilsteren, type halte ("luxe" uitvoering)
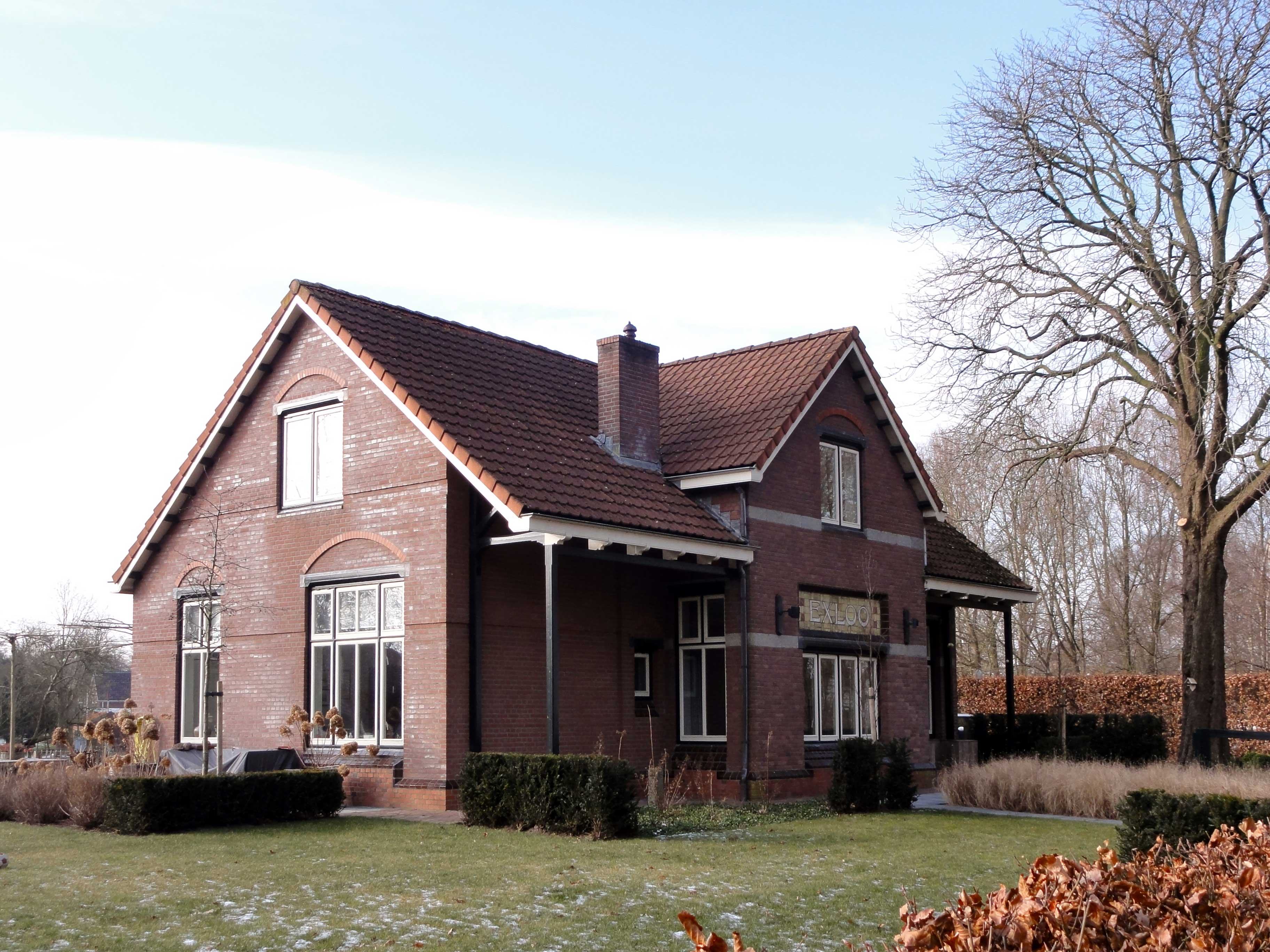
Station Exloo, type halte (sobere uitvoering)